# Orectolòbids
Els orectolòbids (Orectolobidae) són una família d'elasmobranquis selacimorfs de l'ordre Orectolobiformes que habiten en el Pacífic occidental.

## Gèneres i espècies
- Gènere Eucrossorhinus Regan, 1908
  - Eucrossorhinus dasypogon (Bleeker, 1867)
- Gènere Orectolobus Bonaparte, 1834
  - Orectolobus floridus Last i Chidlow, 2008
  - Orectolobus halei Whitley, 1940
  - Orectolobus hutchinsi Last, Chidlow i Compagno, 2006
  - Orectolobus japonicus Regan, 1906
  - Orectolobus leptolineatus Last, Pogonoski i W. T. White, 2010
  - Orectolobus maculatus (Bonnaterre, 1788)
  - Orectolobus ornatus (De Vis, 1883)
  - Orectolobus parvimaculatus Last i Chidlow, 2008
  - Orectolobus reticulatus Last, Pogonoski i W. T. White, 2008
  - Orectolobus wardi Whitley, 1939
- Gènere Sutorectus Whitley, 1939
  - Sutorectus tentaculatus (W. K. H. Peters, 1864)